# Cleóstrato
Cleóstrato (c. 520 ou 548 a.C. — c. 432 a.C.) foi um astrônomo da Grécia Antiga. Foi um nativo de Ténedos e o astrônomo caldeu Naburimannu pode ter sido seu contemporâneo. É considerado por alguns acadêmicos como introdutor do zodíaco (começando com Áries e Sagitário) e o calendário solar para a Grécia da Babilônia. Censorino (De Die Natali, c. 18) considera Cleóstrato o real inventor do octaetéride, ou ciclo de oito anos. O octaeteris foi usado antes do ciclo metônico de 19 anos, e era popularmente atribuído a Eudóxio.  Teofrasto (de Sign. Pluv., p. 239, ed. Basil. 1541) o menciona como observador meteorológico junto com Matricetas de Metímna e Faeino de Atenas. Caio Júlio Higino (Poetica Astronomica, ii. 13) diz que Cleóstrato indicou primeiro as duas estrelas na Auriga, chamando-as Haedi. A cratera Cleóstrato na Lua recebeu seu nome.